# Skooter
Skooter is een computerspel dat werd ontwikkeld door de The Bytebusters van Aackosoft. Het spel werd uitgebracht in 1987 voor de MSX. In het spel bestuurt de speler een 1-wielige robot door een doolhof. In elk doolhof moeten vier puzzels worden opgelost en vier verschillende objecten bemachtigd worden. Door vloertegels te verschuiven en vijanden te ontwijken komt de speler in steeds moeilijkere doolhoven terecht. Het spel is door verschillende uitgevers in onder andere Japan en Spanje uitgegeven. De ontwikkelaar, Ronald Pieket-Weeserik, werd later bekend met het porten van games naar de Amiga.